# Троицкий сельский округ (Любимский район)
Троицкий сельский округ — административно-территориальная единица в Любимском районе Ярославской области России. Образован, как и остальные округа, после областной административно-территориальной реформы в 2002 году. До 2002 года на территории сельского округа существовал Троицкий сельсовет (административный центр село Троица).
В административных границах Воскресенского и Троицкого сельских округов образовано 1 января 2005 года муниципальное образование Воскресенское сельское поселение, в соответствии с законом Ярославской области № 65-з от 21 декабря 2004 года «О наименованиях, границах и статусе муниципальных образований Ярославской области».

## Населённые пункты
На территории сельского округа находятся 13 населённых пунктов.
| №  | Населённый пункт | Тип населённого пункта | Население |
| -- | ---------------- | ---------------------- | --------- |
| 1  | Бурдуково        | деревня                | →0        |
| 2  | Василево         | деревня                | ↗5        |
| 3  | Демково          | деревня                | →0        |
| 4  | Конеево          | деревня                | ↗15       |
| 5  | Мартьяново       | деревня                | ↘0        |
| 6  | Мельцево         | деревня                | ↘18       |
| 7  | Петрово          | деревня                | ↘0        |
| 8  | Плетенево        | деревня                | ↘4        |
| 9  | Поляна           | деревня                | ↘8        |
| 10 | Пошевино         | деревня                | ↗12       |
| 11 | Соболево         | деревня                | →0        |
| 12 | Троица           | село                   | ↘162      |
| 13 | Тюриково         | деревня                | ↘37       |